# 3101 Goldberger
3101 Goldberger (1978 GB) là một tiểu hành tinh vành đai chính bên trong được phát hiện ngày 11 tháng 4 năm 1978 bởi Helin, E. F. và Grueff, G. ở Palomar.